# Martijn Tusveld
Martijn Tusveld (Utrecht, 9 de setembro de 1993) é um ciclista profissional neerlandês que atualmente corre para a equipa Team Sunweb.

## Palmarés
2016
- 1 etapa da Istrian Spring Trophy

## Resultados nas Grandes Voltas
| Carreira        | 2012 | 2013 | 2014 | 2015 | 2016 | 2017 | 2018 | 2019 |
| --------------- | ---- | ---- | ---- | ---- | ---- | ---- | ---- | ---- |
| Giro d'Italia   | -    | -    | -    | -    | -    | -    | -    | -    |
| Tour de France  | -    | -    | -    | -    | -    | -    | -    | -    |
| Volta a Espanha | -    | -    | -    | -    | -    | -    | 80º  | -    |

-: não participa 

Ab.: abandono 